# Yoshi Katō
Yoshi Katō (加藤 嘉, Katō Yoshi) né le 12 janvier 1913 et mort le 1er mars 1988 est un acteur japonais.

## Biographie
Yoshi Katō paraît dans plus de 175 films entre 1949 et 1988. Il remporte le prix du meilleur acteur au 13e festival international du film de Moscou pour son interprétation dans Hometown.
Il épouse l'actrice Isuzu Yamada en 1950 mais ils divorcent trois ans plus tard.

## Filmographie partielle
- 1952 : Zone de vide (真空地帯, Shinkū chitai?) de Satsuo Yamamoto : le lieutenant Hayashi
- 1953 : La Tour des lys (ひめゆりの塔, Himeyuri no tō?) de Tadashi Imai : le docteur Sasaki
- 1953 : Hiroshima (ひろしま, Hiroshima?) de Hideo Sekigawa : Yukio Endo
- 1954 : Quartier sans soleil (太陽のない街, Taiyo no nai machi?) de Satsuo Yamamoto : Ishizuka
- 1954 : Jeunes gens (若い人たち, Wakai hitotachi?) de Kōzaburō Yoshimura
- 1954 : Un Milliardaire (億万長者, Okuman choja?) de Kon Ichikawa
- 1956 : Ombres en plein jour (真昼の暗黒, Mahiru no ankoku?) de Tadashi Imai : Oshima
- 1956 : Akō Rōshi: Ten no Maki, Chi no Maki (赤穂浪士 天の巻 地の巻?) de Sadatsugu Matsuda
- 1957 : Gens de rizière (米, Kome?) de Tadashi Imai : Takezo Yasuda
- 1957 : Un amour pur (純愛物語, Jun'ai monogatari?) de Tadashi Imai : professeur Suzuki
- 1958 : Les Tambours de la nuit (夜の鼓, Yoru no tsuzumi?) de Tadashi Imai : Heima Kanze
- 1958 : La Fête des forêts et des lacs (森と湖のまつり, Mori to mizuumi no matsuri?) de Tomu Uchida : Sugita
- 1960 : La Rivière Fuefuki (笛吹川, Fuefuki-gawa?) de Keisuke Kinoshita : Ojii
- 1961 : Le Piège (飼育, Shiiku?) de Nagisa Ōshima : Yoichi Kokubo
- 1961 : Zero Focus (ゼロの焦点, Zero no shōten?) de Yoshitarō Nomura : M. Murota
- 1961 : Un amour éternel (永遠の人, Eien no hito?) de Keisuke Kinoshita : Sojiro, le père de Sadako
- 1962 : Le Révolté (天草四郎時貞, Amakusa Shiro Tokisada?) de Nagisa Ōshima : le père de Yamazenuemon
- 1962 : La Renarde folle (恋や恋なすな恋, Koi ya koi nasuna koi?) de Tomu Uchida
- 1962 : Le Serment rompu (破戒, Hakai?) de Kon Ichikawa : l'oncle d'Ushimatsu
- 1962 : Gang contre G-Men (ギャング対Ｇメン, Gyangu tai G-men?) de Kinji Fukasaku : inspecteur Ogata
- 1963 : Contes cruels du Bushido (武士道残酷物語, Bushidō zankoku monogatari?) de Tadashi Imai : Takahiro Hori
- 1964 : Désir meurtrier (赤い殺意, Akai satsui?) de Shōhei Imamura : Seizo Takahashi
- 1964 : Adauchi (仇討?) de Tadashi Imai : Nishida
- 1968 : Profonds désirs des dieux (神々の深き欲望, Kamigami no fukaki yokubō?) de Shōhei Imamura : Ritsugen Ryu
- 1969 : Le Caïd de Yokohama (日本暴力団 組長, Nihon boryoku-dan: Kumicho?) de Kinji Fukasaku
- 1969 : Nemuri Kyōshirō manji giri (眠狂四郎 卍斬り, Nemuri Kyōshirō manji giri?) de Kazuo Ikehiro
- 1970 : The Blind Woman's Curse (怪談昇り竜, Kaidan noboriryū?) de Teruo Ishii
- 1970 : Ode au yakuza (やくざ絶唱, Yakuza zesshō?) de Yasuzō Masumura
- 1971 : Silence (沈黙, Chinmoku?) de Masahiro Shinoda : un vieil homme
- 1972 : Baby Cart : Le Sabre de la vengeance (子連れ狼 子を貸し腕貸しつかまつる, Kozure Ōkami: Ko wo kashi ude kashi tsukamatsuru?) de Kenji Misumi : Danjō Tonami
- 1973 : Combat sans code d'honneur 2 : Deadly Fight in Hiroshima (仁義なき戦い 広島死闘篇, Jingi naki tatakai: Hiroshima shitō hen?) de Kinji Fukasaku : Chōji Ōtomo
- 1973 : La Guerre et les Hommes III (戦争と人間 第三部　完結篇, Senso to ningen III: Kanketsuhen?) de Satsuo Yamamoto : Koichiro Amamiya
- 1973 : Baby Cart : Le Territoire des démons (子連れ狼 冥府魔道, Kozure Ōkami: Meifumando?) de Kenji Misumi : Kuroda Naritaka
- 1974 : Une famille splendide (華麗なる一族, Karei naru ichizoku?) de Satsuo Yamamoto : Zenitaka
- 1974 : Himiko (卑弥呼?) de Masahiro Shinoda
- 1974 : Le Vase de sable (砂の器, Suna no utsuwa?) de Yoshitarō Nomura : le père de Waga
- 1975 : L'Éclipse solaire (金環蝕, Kinkanshoku?) de Satsuo Yamamoto : procureur en chef
- 1976 : Dragon Princess (必殺女拳士, Hissatsu onna kenshi?) de Yutaka Kohira : Kakuzen
- 1976 : Zone stérile (不毛地帯, Fumō chitai?) de Satsuo Yamamoto
- 1977 : Mont Hakkoda (八甲田山, Hakkodasan?) de Shirō Moritani : Sakuemon
- 1977 : Orin la proscrite (はなれ瞽女おりん, Hanare goze Orin?) de Masahiro Shinoda : Isuke
- 1978 : L'Été du démon (鬼畜, Kichiku?) de Yoshitarō Nomura : le docteur
- 1979 : La vengeance est à moi (復讐するは我にあり, Fukushû suru wa ware ni ari?) de Shōhei Imamura : Kyohei Kawashima
- 1980 : Yajū shisubeshi (野獣死すべし?) de Tōru Murakawa
- 1983 : Hometown (ふるさと, Furusato?) de Seijirō Kōyama : Denzo
- 1985 : Tampopo (タンポポ, Tanpopo?) de Jūzō Itami : le mendiant
- 1985 : Kiken na onnatachi (危険な女たち?) de Yoshitarō Nomura
- 1987 : Hachiko (ハチ公物語, Hachikō Monogatari?) de Seijirō Kōyama : Kondo

## Distinctions

### Récompenses
- 1983 : Prix du meilleur acteur au 13e festival international du film de Moscou pour son rôle dans Hometown[2]
- 1984 : Prix spécial du film Mainichi pour son rôle dans Hometown[3]

### Nomination
- 1984 : Prix du meilleur acteur pour son rôle dans Hometown aux Japan Academy Prize[4]